# Zimbabwe a 2020. évi nyári olimpiai játékokon
Zimbabwe a japán Tokióban megrendezett 2020. évi nyári olimpiai játékok egyik részt vevő nemzete volt. Az országot 4 sportágban 5 sportoló képviselte, akik érmet nem szereztek.

## Atlétika
Férfi
| Versenyző     | Versenyszám | Selejtező | Selejtező | Előfutam | Előfutam | Elődöntő | Elődöntő | Döntő   | Döntő    |
| Versenyző     | Versenyszám | Idő       | Hely.     | Idő      | Hely.    | Idő      | Hely.    | Idő     | Helyezés |
| ------------- | ----------- | --------- | --------- | -------- | -------- | -------- | -------- | ------- | -------- |
| Ngoni Makusha | 100 m       | 10,32     | 1.        | 10,43    | 7.       | kiesett  | kiesett  | kiesett | kiesett  |

## Evezés
Férfi
| Versenyző            | Versenyszám  | Előfutam | Előfutam | Vigaszág | Vigaszág | Negyeddöntő | Negyeddöntő | Elődöntő | Elődöntő | Elődöntő | Döntő | Döntő   | Döntő | Helyezés |
| Versenyző            | Versenyszám  | Idő      | Hely.    | Idő      | Hely.    | Idő         | Hely.       | Típus    | Idő      | Hely.    | Típus | Idő     | Hely. | Helyezés |
| -------------------- | ------------ | -------- | -------- | -------- | -------- | ----------- | ----------- | -------- | -------- | -------- | ----- | ------- | ----- | -------- |
| Peter Purcell-Gilpin | Egypárevezős | 7:10,65  | 4.       | 7:35,16  | 1.       | 7:37,97     | 6.          | C/D      | 7:01,72  | 4.       | D     | 7:03,85 | 2.    | 20.      |

## Golf
Férfi
| Versenyző     | Versenyszám | 1. forduló | 2. forduló | 3. forduló | 4. forduló | Összesen | Összesen | Összesen |
| Versenyző     | Versenyszám | Pont       | Pont       | Pont       | Pont       | Pontszám | Par      | Helyezés |
| ------------- | ----------- | ---------- | ---------- | ---------- | ---------- | -------- | -------- | -------- |
| Scott Vincent | Egyéni      | 73         | 67         | 66         | 67         | 273      | −11      | =16.     |

## Úszás
Férfi
| Versenyző     | Versenyszám | Előfutam | Előfutam | Előfutam | Elődöntő | Elődöntő | Elődöntő | Döntő   | Döntő    |
| Versenyző     | Versenyszám | Idő      | Hely.    | Össz.    | Idő      | Hely.    | Össz.    | Idő     | Helyezés |
| ------------- | ----------- | -------- | -------- | -------- | -------- | -------- | -------- | ------- | -------- |
| Peter Wetzlar | 100 m gyors | 50,31    | 5.       | 42.      | kiesett  | kiesett  | kiesett  | kiesett | kiesett  |

Női
| Versenyző    | Versenyszám | Előfutam | Előfutam | Előfutam | Elődöntő | Elődöntő | Elődöntő | Döntő   | Döntő    |
| Versenyző    | Versenyszám | Idő      | Hely.    | Össz.    | Idő      | Hely.    | Össz.    | Idő     | Helyezés |
| ------------ | ----------- | -------- | -------- | -------- | -------- | -------- | -------- | ------- | -------- |
| Donata Katai | 100 m hát   | 1:02,73  | 1.       | 34.      | kiesett  | kiesett  | kiesett  | kiesett | kiesett  |